# Celleporaria fusca
Celleporaria fusca är en mossdjursart som först beskrevs av Busk 1854.  Celleporaria fusca ingår i släktet Celleporaria och familjen Lepraliellidae. Inga underarter finns listade i Catalogue of Life.